# Eugène Lefébure
Eugène Lefébure (Prunoy 11 de noviembre de 1838-Argel, 9 de abril de 1908) fue un egiptólogo francés, amigo del poeta Stéphane Mallarmé.

## Biografía
Eugène Lefébure fue alumno del Liceo Imperial de Sens entre 1855 y 1857; en esa misma época Stéphane Mallarmé estaba interno en ese centro, aunque según parece ambos jóvenes no se conocieron hasta abril de 1862, cuando Lefébure estaba en Auxerre; fueron amigos hasta 1871, cuando rompieronn por cuestiones morales. Llegó a ser uno de los mejores amigos de Mallarmé, abriendo su interés por el ocultismo, y fue en su casa de Cannes donde Mallarmé tomó conciencia de la nada en marzo de 1866. La correspondencia entre Mallarmé y Lefébure ha sido conservada por el hijo del segundo, el doctor Lefébure de Joigny.
En 1871 Lefébure fue el primer titulado de la cátedra de egiptología de Lyon, y en 1879 abandonó su trabajo y se fue a El Cairo, donde se unió a una misión del Institut Français d'Archéologie Orientale en el Valle de los Reyes. En 1881 era jefe de excavaciones, y en 1883 Auguste Mariette le encargó levantar un plano del Valle de los Reyes. Trabajó sobre la tumba de Ramsés IV (KV2), documentó igualmente la de Seti I (KV17) y realizó los planos de las tumbas KV26, KV27, KV28, KV29, KV37, KV40 y KV59, así como de WV24 y WV25.
En 1889 abandonó las excavaciones, y desde entonces fue conferenciante en Lyon y en París, y profesor de la Escuela Superior de Letras de Argel.

## Obras
- Traduction comparée des hymnes au soleil (1868),
- Le mythe osirien (1875),
- Le papyrus funéraire de Soutimès d'après un exemplaire hiéroglyphique du Livre des morts appartenant à la Bibliothè que nationale reproduit (1877),
- L'oeuf dans la religion Egyptienne (1887),
- Les Hypogées royaux de Thèbes (1889),
- Rites égyptiens: construction et protection des édifices (1890),
- Etude sur Abydos (1893).